# Церква Перенесення мощей святого Миколая (Потутори)
Церква Перенесення мощей святого Миколая в Потуторах — парафія і церква Бережанського деканату Тернопільсько-Зборівської архієпархії Української греко-католицької церкви в селі Потуторах Тернопільського району Тернопільської области.
Оголошена пам'яткою архітектури місцевого значення.

## Відомості
Коли була утворена парафія та збудований храм, невідомо. Деякі дослідники вважають, що храм могли звести між 1900 та 1906 роками. Достеменно відомо, що до 1946 року парафія належала УГКЦ, а з 1946 до 1990 року — перебувала під юрисдикцією Російської Православної Церкви.
У 1990 році парафія і храм знову повернулися в лоно УГКЦ. У 1996 році парафію відвідав владика Зборівської єпархії Михаїл Колтун.
У 1990–2000-х роках відбулися значні оновлення. Теодор Венгер, уродженець села, який проживає в Австрії, став меценатом: за його кошти встановлено хрест Героям-борцям за волю України та надано пожертви для могили Українських Січових Стрільців на горі Лисоня.
Іван Бойко, менеджер ПП «Жива Земля Потутори», профінансував ковані ворота та цегляну арку для церковного подвір'я.
У 2008 році на церкві замінили покрівлю, а на пожертви парафіян встановили бруківку при вході.
При парафії діють Вівтарна та Марійська дружини. На території є фігура Божої Матері та ювілейний хрест на честь тисячоліття Хрещення Руси-України.
У власності парафії перебуває проборство з іншими будівлями.

### Пам'ятний знак «Дерева, посаджені в пам'ять про скасування панщини»
Біля церкви сільський війт Гаврило Сеньків встановив кам'яний хрест і посадив липи на честь скасування панщини. На початку 1970-х років цей хрест знищила радянська влада. У 1989 році мешканці села збудували новий пам'ятник. На ньому є напис, що дерева посаджені на честь скасування панщини в 1848 році. Пам'ятник прикрашений зображенням людей, що йдуть на панщину, а також словами Тараса Шевченка: «Німі на панщину ідуть і діточок своїх ведуть». За рік місцевий майстер і активіст НРУ Богдан Боднар встановив невеликий хрест..

## Парохи
- о. Олександр Лонкевич,
- о. Степан Масляк,
- о. Іван Попівчак (з 1990).